# Шюле, Эрвин
Э́рвин Шю́ле (нем. Erwin Schüle; 2 июля 1913, Штутгарт, Германская империя — 5 сентября 1993, Штутгарт, Германия) — немецкий юрист, первый начальник Центрального ведомства управлений юстиции земель ФРГ по преследованию нацистских преступлений. Во время Второй мировой войны служил в вермахте в чине лейтенанта. Участвовал в боевых действиях на Западном фронте и на территории СССР. В декабре 1949 года был осужден за военные преступления в СССР к 25 годам каторжных работ, однако в апреле 1950 году приговор в кассационном порядке был отменен Верховным судом СССР, а Шюле депортирован в ФРГ (при этом формально реабилитирован не был).
В 1965 году был обвинен советскими властями в совершении военных преступлений (в том числе за убийство четырех человек) на территории Новгородской области в период ее оккупации. Министерство юстиции земли Баден-Вюртемберг в 1967 году прекратило расследование по делу Шюле, сочтя выдвинутые в отношении него обвинения «необоснованными». Однако в связи с этим обвинениями Шюле был снят со своего поста.

## Ранние годы
Эрвин Шюле родился в 1913 году в Штутгарте, там же окончил юридический факультет университета и там же работал: служащим суда (в 1934—1938 годах) и адвокатом (в 1938—1940 годах). С 1933 года Шюле входил в штурмовые отряды. В 1935 году вступил в НСДАП.

## Служба в вермахте
18 января 1940 года Шюле был мобилизован в вермахт. Военную подготовку Шюле проходил на оккупированной территории Чехословакии. В составе 215-й дивизии вермахта Шюле участвовал во французской кампании 1940 года: бои на линии Мажино и захват Эльзаса-Лотарингии.
С октября 1941 года 215-ю дивизию перебросили под Ленинград, где она расположилась в Чудово. В 1942 году Шюле получил звание лейтенанта. Затем его перевели в дивизионный отдел, ведавший разведкой и контрразведкой.
Позднее Шюле служил в охранном полку в Париже, принимал участие в боях. 29 марта 1945 года попал в советский плен на станции Брухно (Силезия).

## Суд 1949 года в СССР
В пересыльном лагере Шюле допросили и отправили в стационарный лагерь для военнопленных № 270 в Боровичах. В феврале — марте 1947 года Шюле несколько раз допрашивался о службе в вермахте. Шюле на допросах отрицал свою причастность к любым военным преступлениям.
В 1949 году дважды (20 августа и 28 октября) Шюле допрашивали два оперуполномоченных (оба — младшие лейтенанты). Они обвинили Шюле в следующем:
- Участие в подавлении Парижского восстания и в расстрелах заложников;
- Уничтожение пленных красноармейцев в оборонительном бою;
- Служба «при штабе генерала Власова».

Шюле все обвинения отрицал.
В декабре 1949 года старший оперуполномоченный лагеря лейтенант Титков доложил комиссии управления МВД по Новгородской области материалы на Шюле. Были приложены доносы 1947 года четверых военнопленных о том, что Шюле в составе 6-го охранного полка совершил военные преступления во Франции.
3 декабря 1949 года комиссия УМВД по Новгородской области вынесла заключение о предании Шюле суду как «участника зверств и злодеяний». 9 декабря 1949 года лейтенант Титков принял дело Шюле к производству, а Шюле был в тот же день арестован (с санкции прокурора войск МВД Новгородской области майора юстиции Тамбиева).
На допросе 14 декабря 1949 года Шюле подтвердил, что служил в отделе снабжения 215-й дивизии в Чудове. При этом Шюле категорически отрицал военные преступления:

О зверствах и злодеяниях, чинимых личным составом 215-й пехотной дивизии за период нахождения на территории СССР, мне ничего неизвестно.
Однако Шюле обвинили в преступлениях на территории Чудовского района. При этом следователи на территорию Чудовского района не выезжали — на места преступлений Шюле.
17 декабря 1949 года прокурор утвердил обвинительное заключение. 22 декабря 1949 года дело Эрвина Шюле рассмотрел военный трибунал войск МВД Новгородской области. Согласно протоколу на заседании рассмотрели только акт Чрезвычайной государственной комиссии по Чудовскому району и выслушали комментарий Шюле, который гласил:

Я не могу оспаривать этот акт. Зверства и злодеяния происходили над мирным советским населением. Но в этих районах дислоцировались и другие части немецкой армии. Я лично не чинил злодеяний и не замечал того, чтобы части нашей дивизии проводили зверства…
Однако Шюле был осужден к 25 годам на основании статьи 17 Уголовного кодекса РСФСР и статьи 1 Указа Президиума Верховного совета СССР от 19 апреля 1943 года.
23 декабря 1949 года Шюле подал жалобу в Верховный суд СССР. В жалобе Шюле указывал на недопустимость его осуждения по принципу коллективной вины:

В акте государственной комиссии я не указан ни как преступник, ни как соучастник. Свидетелей нет, которые обвинили бы меня или могли бы обвинить в злодеяниях или преступных действиях. Прокурор обвинил меня исключительно за мою принадлежность к 215 пехотной дивизии с ноября 1941 по 14 марта 1943 года, но в пп. 1 — 4 указано, что коллективное осуждение не допустимо. Также и по советским законам осуждение без доказательств невозможно… Я не принимал никакого участия ни в убийствах, ни в злодеяниях, ни в ограблении советского населения…
29 апреля 1950 года Военная коллегия Верховного суда СССР рассмотрела дело Шюле и заменила 25 лет каторги депортацией из СССР. При этом Военная коллегия Верховного суда СССР Шюле не реабилитировала.

## Карьера прокурора в Западной Германии (1950—1966 годы)
В ФРГ Шюле скрыл свое прошлое членство в штурмовых отрядах и в НСДАП. В 1950 году в ФРГ Эрвин Шюле стал прокурором. В 1958 году Шюле стал обер-прокурором и первым начальником Центрального ведомства управления юстиции земель ФРГ по преследованию нацистских преступлений. Шюле выступал обвинителем на Ульмском процессе, в результате которого 29 августа 1958 года присяжные вынесли приговор, согласно которому члены «оперативной группы Тильзит» получили длительные сроки заключения за массовые расстрелы в Литве (в основном евреев) в начале Великой Отечественной войны.
В 1965 году в ФРГ истекал двадцатилетний срок давности за нацистские преступления. Шюле был противником отмены этого срока давности.
4 февраля 1965 года (когда Шюле в Варшаве изучал нацистские документы польских архивов) информационное агентство ГДР сообщило, что Шюле был членом штурмовых отрядов и нацистской партии. Шюле в Варшаве ответил, что данная информация неверная — мол его жена неправильно заполнила анкету. Тогда «Neues Deutschland» опубликовала факсимиле автобиографии Шюле, написанной в 1943 году. после этого Шюле и власти ФРГ признали его членство и в штурмовых отрядах, и в нацистской партии.

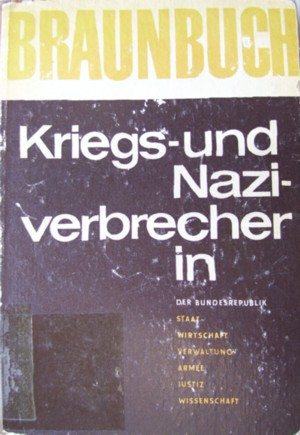
Обложка «Коричневой книги» (1965)

В 1965 году Шюле был упомянут в «Коричневой книге», распространенной властями ГДР.

## Второе уголовное дело Шюле
Примерно в 1965 году Управление КГБ по Новгородской области получило задание по выяснению обстоятельств службы Шюле на территории новгородской области. Поиск информации был поручен двум сотрудникам КГБ:
- В. М. Богов, подполковник, начальник аппарата Управления КГБ в городе и на станции Боровичи;
- Н. В. Мистров, капитан, старший оперуполномоченный на станции Чудово.

Водителем группы КГБ был П. Г. Токмаков. На выполнение задания группе дали один месяц. При изучении старого дела Шюле Богов отметил то, что оперуполномоченный Титков в 1949 году не обратил внимания на неувязки в показаниях Шюле:
- Шюле утверждал, что в Чудове служил то ли кладовщиком в продовольственной роте, то ли писарем в штабе тыла дивизии;
- Шюле указывал разные сроки службы в районе Чудово — Грузино. По одной версии он там начал служить с октябре 1941 года, по другой версии — с ноября 1941 года. Закончил там он службу по одной версии в августе 1942 года, по другой версии в декабре 1942 года.

На допросах 1949 года Шюле скрыл свое членство в НСДАП и в штурмовых отрядах.
Зимой 1965 года группа КГБ выехала в Чудовский район. Опросили около 100 свидетелей оккупации, направили письменные запросы. В результате девяти дней поисков нашли жительницу Чудово, которая рассказала, что в 1942 году Шюле жил в ее доме и служил в комендатуре на Грузинском шоссе. Переводчица этой комендатуры Е. С. Королькова дала показания о том, что Шюле участвовал в повешении юноши на Грузинском переезде и рассказала про избиения военнопленных резиновой дубинкой.
27 февраля 1965 года в «Правде» появилась статья К. Распевина «Господин Шюле ведет следствие» с фотографиями Шюле в лагере и в его кабинете. В статье сообщалось, что Шюле скрыл свое членство в НСДАП и указывалось, что Шюле поддерживает решение властей ФРГ «прекратить с мая этого года судебное преследование нацистских палачей за давностью совершенных ими преступлений».
Статья в «Правде» привела к тому, что от советских граждан (от Е. С. Корольковой, Т. И. Шкаликовой, А. Ф. Антаковой, О. А. Абрамовой, З. М. Блехман, Е. Т. Егуповой и других жителей Чудова) в Чудовский райисполком и в районную прокуратуру в первой половине марта 1965 года поступили заявления об опознании Шюле по фотографии в газете. Начальник следственной группы управления КГБ по Новгородской области майор Л. Н. Подобин опросил свидетелей.
Свидетели рассказали о деятельности Шюле зимой 1941 года, когда оккупационные власти выгоняли местных жителей на расчистку от снега прифронтовых дорог:
- Т. И. Шпаликова показала, что Шюле гнал на работы людей резиновой дубинкой и на ее глазах избил двух пожилых женщин;
- А. Т. Егупова указала, что Шюле избил ее во время обыска, пинал сапогами и грозил расстрелять троих детей;
- А. Антакова расскала, что когда ей было 17 лет, то она присела на обочину после дорожных работ. Шюле хлестал ее плеткой, хотя она переболела тифом;
- З. М. Блехман показала, что Шюле ругал немецких солдат, считая, что те не заставляют женщин быстрее разгружать вагоны;
- Е. С. Королькова показала, что неоднократно видела как Шюле командовал конвоем работавших на ремонте дорог военнопленных и приказывал охране избивать их за провинности. Также Шюле всегда имел при себе резиновую дубинку, которой лично бил красноармейцев.

С помощью А. Н. Гороховой и Н. Н. Смирнова (он жил в Волжском), которые присутствовали на месте казни, удалось установить личность повешенного Шюле юноши — Леонид Барковский, который летом 1941 года строил укрепления под Любанью и не успел вернуться к родителям в Ленинград. Барковского поймали при попытке проникнуть на продовольственный склад, избили. На место казни близ железнодорожного переезда по Грузинскому шоссе согнали местных жителей. Е. С. Королькова уверенно заявила, что Шюле распоряжался на казни.
А. Т. Егупова также рассказала, что на ее глазах Шюле застрелил из пистолета нищенствовавшего пожилого «дядю Федю», который стриг колоски на огородах по улице Гусевка (до войны он работал бухгалтером стекольного завода в Малой Вишере). Это убийство также видели трое малолетних детей Егуповой. По приметам, одежде и часам Н. Ф. Калинина опознала в убитом своего пропавшего во время войны отца — Федора Антоновича Калинина (1881 года рождения).
А. Т. Егупова показала, что летом 1942 года группа женщин работала на строительстве дороги. Девушка Мария (не из местных жителей) стала возмущаться, что за почти неделю работы почти ничего не получила. Об этом она заявила Шюле. В ответ Шюле закричал, ударил Марию кулаком по голове, за волосы утащил за комендатуру. Оттуда раздался выстрел. Установить фамилии Марии не удалось.
В мае 1965 года при рытье котлована в Грузино было обнаружено ранее неизвестное массовое захоронение (1007 женщин и 14 детей в возрасте до 15 лет). Судебно-медицинские эксперты пришли к выводу, что они были убиты из огнестрельного оружия. Все трупы были раздеты. В Чудово стояла 215-я дивизия, но КГБ не смогло установить имел ли к убийствам этих людей отношение Шюле.
В сентябре 1965 года «Правда» опубликовала статью «Палач из Людвигсбурга». Указание на город было связано с тем, что именно в Людвигсбурге располагалось Центральное ведомство управлений юстиции земель ФРГ по преследованию нацистских преступлений.
«Известия» в серии материалов потребовали судить Шюле. О Шюле много писали новгородские областные и районные газеты. В «Новгородской правде» 22 сентября 1965 года был опубликован рисунок очевидца А. Аникина, на котором была изображена казнь Барковского.
В сентябре 1965 года в Новгороде и Чудово прошли многолюдные митинги с требованием осудить Шюле. ЦК КПСС и КГБ СССР изучили данные следствия. Министерство иностранных дел СССР 13 сентября 1965 года передало ноту посольству ФРГ в Москве, в которой описывались факты преступной деятельности Шюле на оккупированной территории. К ноте прилагались копии протоколов допросов свидетелей и акты осмотра мест преступлений. Министерство иностранных дел выразило надежду на то, что власти ФРГ привлекут Шюле к ответственности.
После этого правительство ФРГ в 1966 году сняло Шюле с должности. Было начато расследование в ФРГ в отношении Шюле, но оно проходило вяло. Советские власти предложили ФРГ помощь по делу Шюле:
- Западногерманским юристам предлагалось приехать в Чудово для проведения следственных действий;
- Был предложен выезд советских свидетелей в ФРГ для дачи показаний и очных ставок с Шюле.

Эти предложения были отвергнуты. В 1967 году министерство юстиции земли Баден-Вюртемберг прекратило расследование в отношении Шюле, сочтя выдвинутые в отношении него обвинения «необоснованными».
Материалы дела Шюле (по состоянию на 2015 год) были частично засекречены и большая часть их хранилась в архиве Управления ФСБ России по Новгородской области.

## После отставки
Шюле скончался 5 сентября 1993 года в Штутгарте.

## Награды
В период службы в вермахте Шюле был награжден:
- Железный крест I класса;
- Железный крест II класса;
- Крест «За военные заслуги» II степени;
- Восточная медаль;
- Серебряная медаль «За ранение».

## В культуре
О Шюле в 1966 году был снят документальный фильм «Дело Эрвина Шюле» режиссера Ефима Учителя (на русском и немецком языках, Ленинградская студия кинохроники), копия которого была направлена советскими властями властям ФРГ.